# 矢野きよ実の朝は矢野流
『矢野きよ実の朝は矢野流』（やのきよみのあさはやのりゅう）は、東海ラジオ放送で放送されていたラジオのワイド番組。2014年9月29日開始、2017年9月29日終了。

## 概要
2014年秋の改編により、これまで平日早朝のワイド番組として放送されていた「源石和輝 モルゲン!!」（6:00 - 8:00）、「矢野きよ実・山浦ひさし 太陽とバナナ」（8:00 - 10:00）が放送終了となり、放送枠を再編成したうえで、「太陽とバナナ」のパーソナリティであった矢野きよ実が続投する形で新たに放送を開始したワイド番組である。また、アシスタントには東海ラジオのベテランアナウンサーである原光隆が担当することとなった。原は直前番組の「原光隆 はやバン!」にも出演しており、当番組と継続性を持たせている（後述）。
2017年秋の改編で新しい朝ワイド「小島一宏 モーニングッド!」が放送を開始することから、2017年9月29日の放送をもって終了した。

## 出演
- パーソナリティ：矢野きよ実（タレント）[1]
  - 以前の番組であった「矢野きよ実・山浦ひさし 太陽とバナナ」から続投。
- アシスタント：原光隆（東海ラジオアナウンサー）[1]
  - 「原光隆 はやバン!」から引き続いて出演。

ピンチヒッター
- 山崎聡子（当時、東海ラジオアナウンサー）：2014年11月7日、矢野が宮城県での仕事の為、欠席。原が代役のパーソナリティとなり、山崎はアシスタントを務めた。
- 安蒜豊三（当時、東海ラジオアナウンサー）：2016年7月25日-29日、原が夏季休暇の為。安蒜は直前番組の「はやバン!」にも原の代役として出演している。
- 青山紀子（フリーアナウンサー）：2017年4月6、10-13日、矢野が体調不良（後に入院と判明）の為、欠席。原が代役のパーソナリティとなり、青山はアシスタントを務めた。タイトルは変更せず放送。
- 前野沙織（東海ラジオアナウンサー）：2017年4月7日、矢野が体調不良の為、欠席。原が代役のパーソナリティとなり、前野はアシスタントを務めた。タイトルは変更せず放送。
- 村上和宏（東海ラジオアナウンサー）：2017年3月6日-10日、矢野・原が春季休暇の為。6時から9時まで「村上和宏のはやバン!スペシャル」とタイトルを変更。7月31日-8月4日、原が夏季休暇の為。村上は直前番組の「はやバン!」から原の代役として出演。

## コーナー
- オープニング
- 中日新聞ニュース（7時台）
- 今日のピックアップ
ニッポン放送制作『お早うネットワーク』の企画ネットコーナー。当日朝のニュースをピックアップする。
- もしもし、矢野ですけど[4]
電話で様々な話題をコメンテーターに尋ねるコーナー[4]。ただし金曜日はレギュラーコメンテーターを置かず、その時々の話題・イベントから週替わりで出演者を変える[注 2]。また、ゲストをスタジオに招いてのトークコーナー（収録、電話出演の場合あり）になる週もあり、矢野と交流のある嘉門達夫などが生出演することもあった。
  - 月曜日：日刊工業新聞の紙面から注目の記事を紹介する。その時の日刊工業新聞名古屋支社長が担当。[4]
  - 火曜日：スポーツ。高橋義雄（筑波大学準教授、専門：スポーツマネージメント）[4]
  - 水曜日：経済。内田俊宏（中京大学経済研究所研究員、専門：経済）[4]
  - 木曜日：政治。柿崎明二（共同通信論説委員、専門：政治、2015年8月 - ）
2014年10月 - 2015年7月：石井達也（出演当時：共同通信論説委員、専門：政治）[4][注 3]。
- はぴねすくらぶラジオショッピング
- 今日のひとりごと
リスナーから寄せられたメールを紹介するコーナー。
- 中日新聞ニュース（8時台）
- スポーツ早番[4]
東海ラジオのスポーツアナウンサーによるスポーツ情報コーナー[4]。なお、プロ野球シーズン時には、中日ドラゴンズが前日の試合で勝利した時のみ「ドラゴンズハイライト」として、前日の中継音声のハイライトシーンが流れる。
- 原流（はらりゅう）映画道（金曜日のみ）[4]
映画通を自任する原による映画紹介コーナー[4]。
- 声の書 書の声[4]
書道家でもある矢野が書をしたためるコーナー[4]。
- エンディング
プレゼント当選者発表と後続番組の「タクマのHAPPY TIMES!!」（2017年3月まで金曜のみ「かにタク言ったもん勝ち」）のパーソナリティとのクロストーク。

### 箱番組
- 下川みくにのがんばれエコリーマン！ - 提供：中部電力[注 4]
7時20分頃放送。エコに感心の高いサラリーマン「エコリーマン」へ役立つ情報を送る。不定期に中部電力の施設の見学レポートも放送する。
- 春風亭柏枝のイキイキ仏教用語辞典（2017年4月3日-） - 提供：熱田の杜 最勝殿（はせがわ）
7時40分頃放送。
- SUZUKIハッピーモーニング 鈴木杏樹のいってらっしゃい（ニッポン放送制作、NRN加盟各局ネット）- 提供：スズキ 。7時47分頃放送。
- 名古屋市インフォメーション（火・木、8時24分頃）
- 東海・東南海・南海大地震 どうなる?どうする!（金曜日を除く）[4]
大地震などの災害に備えて、東日本大震災をはじめとする具体的な事例などを交えて、身や命を守るための様々な情報を伝えるコーナー[4]。以前は「かにタク言ったもん勝ち」に内包されていた。

## 番組グッズ
- カフェ茶碗：矢野の書入りのオリジナル茶碗。普段は番組で投稿が読まれたリスナー1名に抽選で当選するグッズで、リスナーの間では非常に人気が高い。
聴取率調査週間（「聴いて元気週間」）では、矢野がサイコロを2個（もしくは1個）を（チンチロリンの様に）茶碗の中に振り、出た目の数だけ投稿者が抽選で当選するシステムとなっている。決まって、原が矢野に対してプレッシャーをかけており、最低の当選者数（1名もしくは2名）となった場合は、原が矢野を冷やかすことが恒例となっている。
- 番組特製クリアファイル

このほか、矢野の書入りの扇子などのグッズが、リスナーへのプレゼントとなることがある。

## 備考
- 2014年11月7日放送は、矢野が書家としての仕事で宮城県に行った関係で、『原光隆 今日は原流』（はらみつたか きょうははらりゅう）として、パーソナリティに原、アシスタントに山崎聡子の体制で進行し、放送した[注 5]。
- 2014年12月29日 - 2015年1月2日は、年末年始特別番組『古池鱗林と中内こもるの福耳ラジオ』として放送したため、放送休止。なお、『福耳ラジオ』は6時00分からの放送となるため、直前番組の『原光隆 はやバン!』も休止となった。
- 矢野が夏季・冬季休暇を取る場合、原則として『矢野流』のタイトルを使用せず、直前番組である『はやバン!』の放送枠を合わせて『（代役のパーソナリティー名）はやバン!スペシャル』として放送する（原光隆 はやバン!#特別対応を参照）。
  - 2015年8月31日 - 9月4日までおよび2016年2月8日 - 12日は、矢野と原が休暇の為、同枠を『安蒜豊三 はやバン!スペシャル』として放送。
  - 2016年9月5日 - 9日は、矢野が休暇の為、同枠を『原光隆 はやバン!スペシャル』として放送のため、放送休止。
  - 2017年3月6日 - 10日は、矢野と原が休暇の為、同枠を『村上和宏 はやバン!スペシャル』として放送。
- 2015年9月21日は『東海ラジオ大感謝祭 2015 くっつく!!FM92.9』（2015年9月20日・21日にオアシス21で開催）の会場内からの公開生放送という形で放送された。なお、箱番組の「がんばれエコリーマン!」と「鈴木杏樹のいってらっしゃい」は、この日に限り『言ったもん勝ち』の枠内（9時台）で放送された。この日は『かにタク』も10時から同イベント内での公開生放送を実施する関係で、9時台は“かにタク”の冠を外して放送していた。